# Marie-Dominique Popelard
Marie-Dominique Popelard (née le 30 novembre 1949) est une philosophe française, professeure à l'Université Sorbonne Nouvelle à Paris. Son champ de recherche couvre la philosophie du langage et de la communication, la pragmatique, l'esthétique et la philosophie des sciences. 

## Publications

### Ouvrages individuels
- Ce que fait l'art : approche communicationnelle, Paris, Presses universitaires de France, 2002.
- Moi Gabriel, vous Marie : l'Annonciation, une relation visible, Rosny-sous-Bois, Bréal, 2002.

### Ouvrages en collaboration
- (avec Denis Vernant) Les grands courants de la philosophie des sciences, Paris, Seuil, coll. Mémo, n°58, 1997 (trad. en roumain).
- (avec Denis Vernant) Éléments de logique, Paris, Seuil, coll. Mémo, n° 101, 1998 (trad. en roumain).
- (avec Anthony Wall) Des faits et gestes, Rosny-sous-Bois, Bréal, 2003.
- (avec Emanuele Banfi) Peindre les idées ? : sur la calligraphie chinoise, Paris, Presses universitaires de France, 2007.

### Édition scientifique
- (avec Françoise Armengaud et Denis Vernant), Du dialogue au texte : autour de Francis Jacques, Paris, Éd. Kimé, 2003
- (avec Philippe Capelle et Geneviève Hébert) Le souci du passage : mélanges offerts à Jean Greisch, Paris, les Éd. du Cerf, 2004
- (avec Anthony Wall) Citer l'autre, Paris, Presses Sorbonne nouvelle, 2005.
- Moments d'incompréhension : une approche pragmatique, Paris, Presses Sorbonne nouvelle, 2007.
- Les voix risquées de la confidence, Paris, Presses Sorbonne nouvelle, 2010.
- (avec Guy Lochard) Images de l'étranger, Paris, l'Harmattan ; Bry-sur-Marne, INA, 2012.
- (avec Anthony Wall) L'art de très près : détail et proximité,  Rennes, Presses universitaires de Rennes, 2012

### Traduction
- Nelson Goodman, Manières de faire des mondes, Nimes, éd. J. Chambon, 1992.